# Clydesdale
Pour les articles homonymes, voir Clydesdale (homonymie).

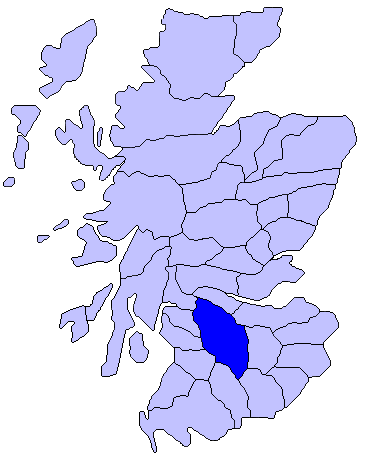

Le Clydesdale (Dail Chluaidh en gaélique écossais) est un ancien district écossais. Créé par le Local Government Act 1973, il est aboli par le Local Government Act 1996.
Clydesdale est également le nom ancien d'un comté du Lanarkshire. 